# Cristóbal Henríquez Villagra

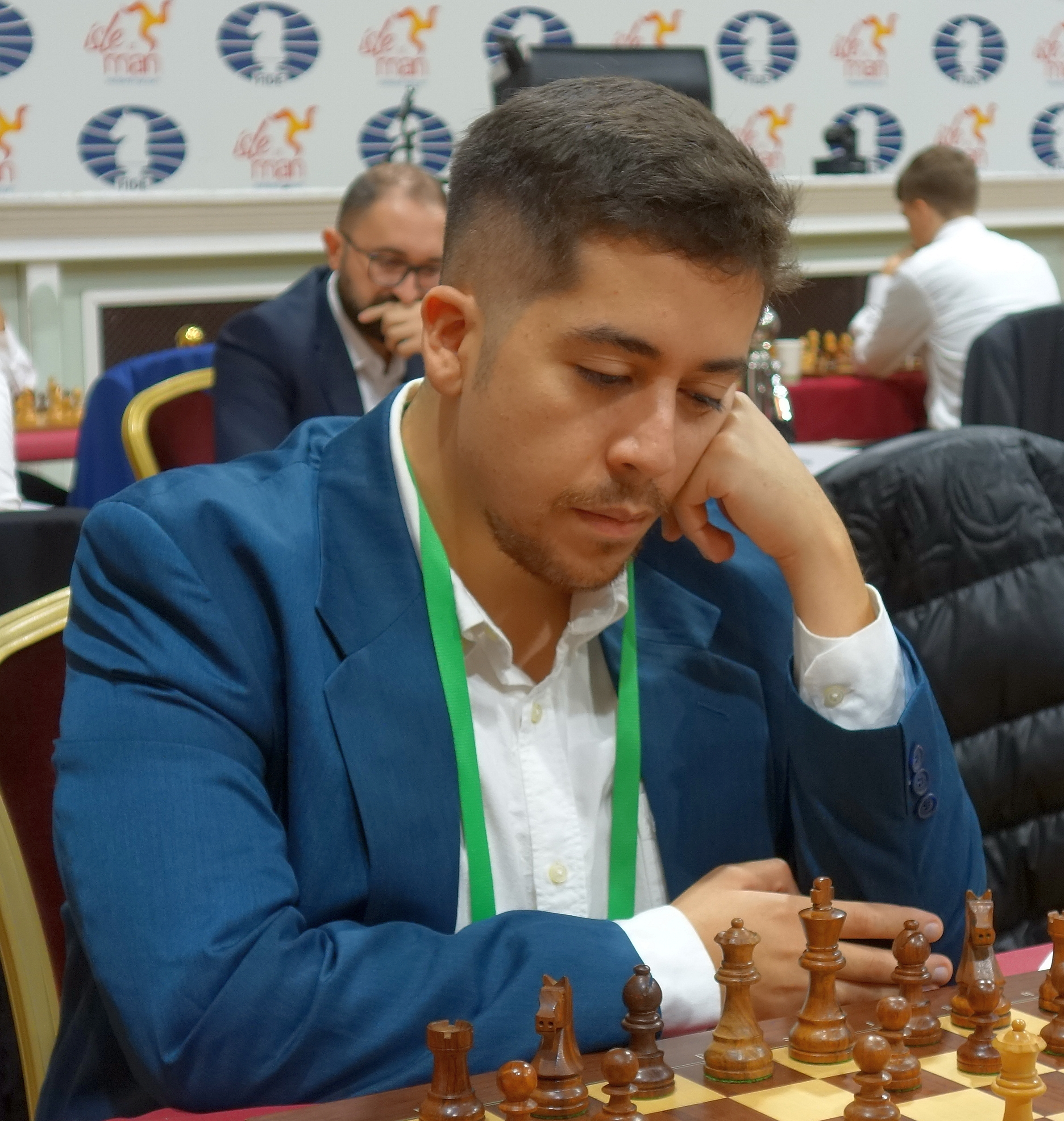
Cristóbal Henríquez Villagra, 2023

Cristóbal Guillermo Henríquez Villagra (* 7. August 1996 in La Florida, Santiago de Chile) ist ein chilenischer Schachspieler.
Die chilenische Meisterschaft konnte er dreimal gewinnen: 2015, 2018 und 2019. Er spielte für Chile bei drei Schacholympiaden: 2014 bis 2018.
Beim Schach-Weltpokal 2015 schlug er in der ersten Runde Boris Gelfand und schied in der zweiten Runde gegen Julio Ernesto Granda Zúñiga aus.
Im Jahr 2013 wurde er Internationaler Meister, seit 2017 trägt er den Titel Großmeister.
| Die zur Anzeige dieser Grafik verwendete Erweiterung wurde dauerhaft deaktiviert. Wir arbeiten aktuell daran, diese und weitere betroffene Grafiken auf ein neues Format umzustellen. (Mehr dazu) |